# Chapai Nawabganj Sadar
Chapai Nawabganj Sadar è un upazila del Bangladesh situato nel distretto di Chapai Nawabganj, divisione di Rajshahi. Si estende su una superficie di 451,8 km² e conta una popolazione di 229.337 abitanti (censimento 2011).